# 西線6條停留場
西線6條停留場（日语：／ Nishisen-rokujō teiryūjō */?）是位於北海道札幌市中央區的札幌市交通局（札幌市電車）山鼻西線的鐵路車站。車站位於福住桑園通及南6條通的十字路口北面。

## 歷史
- 1931年（昭和6年）1月7日 - 隨著新路線設立，南6條站開始營業。當時以單線鐵路行駛。
- 1951年（昭和26年）6月28日 - 南3條站～南9條站雙線鐵路化。
- 1958年（昭和33年）11月15日 - 改稱為現在的名稱。[1]

## 車站結構
車站屬於2面2線的側式月台。十字路口的北面為往薄野方向、南面為往西4丁目方向的月台，並且設有安全地域。安全區域設置地面融雪系統及有蓋月台。

## 車站周邊
- 中央區西社區規劃中心
- 札幌南六條郵政局
- 北海道銀行西線分店
- 札幌東急商店西線6條店
- 札幌藥店西線店
- 田中內科醫院
- 北星學園女子中學、高等學校
- JR北海道巴士「南6條西16丁目」站

## 相鄰停留場
札幌市交通局（札幌市電）
山鼻西線
西15丁目（SC04）－西線6條（SC05）－西線9條旭山公園通（SC06）

## 腳註
1. ↑  田中潛編，《札幌市交通事業三十年史》、札幌市交通局、1958年及日塔聰編、《札幌市交通事業小史》、札幌市交通局、1968年等。

## 外部連結
- 札幌市交通局（日文）